# Hemifentonia styxana
Hemifentonia styxana är en fjärilsart som beskrevs av William Schaus 1928. Hemifentonia styxana ingår i släktet Hemifentonia och familjen tandspinnare. Inga underarter finns listade i Catalogue of Life.